# 瓦砾乡
瓦砾乡，是中华人民共和国四川省广元市青川县曾经下辖的一个乡。2019年12月，撤销瓦砾乡，将其所属行政区域划归乔庄镇管辖。

## 行政区划
瓦砾乡撤销前下辖以下地区：
柴王村、庙子村、上河村、乌龙村和柳河村。